# Christopher Denham
Christopher Denham (1985, Blue Island) is een Amerikaans acteur, filmregisseur, filmproducent en scenarioschrijver.

## Biografie
Denham werd geboren in Blue Island, en groeide op in het zuiden van Chicago.
Denham won in 2008 de Citizen Kane Award van het Filmfestival van Sitges voor grootste openbaring op regiegebied en in 2013 een Screen Actors Guild Award samen met de gehele cast van de historische dramafilm Argo.

## Filmografie

### Films
Uitgezonderd korte films.
- 2023 Dogman - als Ackerman
- 2023 Maggie Moore(s) - als Andy Moore
- 2023 Oppenheimer - als Klaus Fuchs
- 2023 Night Shift - als Walton Grey
- 2023 The Adults - als Scott
- 2021 Being the Ricardos - als Donald Glass
- 2018 The Amaranth - als dr. Alan Campbell
- 2018 Fast Color - als Bill
- 2017 Camera Obscura - als Jack Zeller
- 2016 Money Monster - als Ron Sprecher
- 2014 Bad Country - als Tommy Weiland
- 2012 The Bay – als Sam
- 2012 Argo – als Mark Lijek
- 2012 Forgetting the Girl – als Kevin Wolfe
- 2011 Enter Nowhere – als Kevin
- 2011 Restive – als Lott
- 2011 Sound of My Voice – als Peter Aitken
- 2010 Camp Hell – als Christian
- 2010 Shutter Island – als Peter Breene
- 2009 Bottleworld – als Fred
- 2009 Alexander the Last – als acteur
- 2009 Duplicity – als Ronny Partiz
- 2008 El Camino – als Gray
- 2007 Charlie Wilson's War – als Mike Vickers
- 2007 Blackbird – als Clarke
- 2007 Two Families – als Greg
- 2005 Headspace – als Alex Borden

### Televisieseries
Uitgezonderd eenmalige gastrollen.
- 2024 American Rust - als Russell Wolfe - 9 afl.
- 2023 The Gilded Age - als Robert McNeil - 4 afl.
- 2022 Shining Girls - als Leo Jenkins - 4 afl.
- 2020 Utopia - als Arby - 8 afl.
- 2018 One Dollar - als Peter Trask - 10 afl.
- 2017-2018 Billions - als Oliver Dake - 17 afl.
- 2014-2015 Manhattan - als Jim Meeks - 23 afl.
- 2013 The Following – als Vince McKinley – 3 afl.

### Filmregisseur
- 2022 Old Flame - film
- 2014 Preservation - film
- 2008 Home Movie – film

### Filmproducent
- 2018 Half Empty/Half Full - film
- 2012 Forgetting the Girl - film

### Scenarioschrijver
- 2022 Old Flame - film
- 2015 Area 51 - film
- 2014 Preservation - film
- 2008 Home Movie – film
- 2008 The Seed – korte film

- Gemeinsame Normdatei: 1061574962
- International Standard Name Identifier: 0000 0000 7319 4281
- Library of Congress Control Number: no2009179623
- Nationale Bibliotheek van Israël: 987007518865405171
- Virtual International Authority File: 103019956